# ネクスト・ゴール!世界最弱のサッカー代表チーム0対31からの挑戦
『ネクスト・ゴール！世界最弱のサッカー代表チーム0対31からの挑戦』（ネクストゴール せかいさいじゃくのサッカーだいひょうチーム0たい31からのちょうせん、next goal wins）は、マイク・ブレット&スティーブ・ジェイミソン監督による2013年のイギリスのドキュメンタリーである。
2001年、FIFAワールドカップ予選にて0対31でオーストラリア代表に、国際Aマッチ史上最多の得点差で大敗（詳細はオーストラリア 31-0 アメリカ領サモア参照）、公式戦で200ゴール以上の失点と全敗、10年以上FIFAランキングで最下位という、世界最弱のサッカーアメリカ領サモア代表。
そんな彼らのもとに、新しくオランダ人監督トーマス・ロンゲンがやってきて、初勝利を目指して2014年FIFAワールドカップ予選に挑む熱狂と興奮のドキュメンタリー。
代表メンバーのジャイヤ・サエルアは、ファファフィネ（第三の性）を持つ世界初のサッカー代表選手であり、FIFAのゼップ・ブラッター会長は、「プロスポーツ界で、特にサッカー界において同性愛や性同一性障害に取り組み続けるジャイヤは、世界の人々やほか の選手たちにとって真の刺激と励ましを与え続けている」と称賛のコメントをおくっている。
ジャイヤ・サエルアは、本作のヨコハマ・フットボール映画祭での上映にあわせて来日し、日本のメディアやサッカーファンと交流した。

## 受賞
ヨコハマ・フットボール映画祭　2015年　最優秀チーム賞